# Gerhard M. Cartford
Gerhard Malling Cartford (* 21. März 1923 in Fort-Dauphin, Madagaskar; † 8. Februar 2016 in Minneapolis, Minnesota) war ein Kirchenmusiker in den USA.

## Leben
Cartford diente von 1943 bis 1946 in der US-Army und nahm am Zweiten Weltkrieg teil. Danach studierte er am St. Olaf College und erlangte 1948 den Bachelor der Musik sowie 1950 in New York den Master der Kirchenmusik. Nach einem Auslandsjahr in Norwegen arbeitete Cartford als Organist. Ab 1961 lehrte er an der Texas Lutheran University in Seguin. 1974 wechselte er ans Lutherische Predigtseminar in Saint Paul (Minnesota), wo er bis 1978 lehrte. 1977 wurde er Beauftragter für liturgische Erneuerung und Kirchenmusik in Lateinamerika.

## Werke
Cartford arbeitete 1978 am Lutheran Book of Worship, einem englischsprachigen Gesangbuch der Evangelisch-lutherischen Kirche in den USA. Er übersetzte viele geistliche Lieder vom Englischen ins Spanische und schrieb unter anderem die Melodien zu folgenden Liedern:
- At last, Lord, your word of promise fulfilling
- Great god, our source (EG 431 als Gott, unser Ursprung)
- Let my prayer rise before as incense
- My soul proclaims the greatness of the Lord
- Tu Senor